# Guillaume Bouchet
Pour les articles homonymes, voir Bouchet.
Guillaume Bouchet, né vers 1513, mort en 1594, était un écrivain français.
Fils de l'imprimeur-libraire Jacques I Bouchet (mort en 1550), il fut seigneur de Brocourt (dans la commune de Nieuil-l'Espoir) et juge-consul des marchands de Poitiers.
Il fit partie du petit groupe de poètes et de littérateurs qui se trouvaient à Poitiers vers le milieu du XVIe siècle autour de Jean de La Péruse et de Tahureau. Il versifia lui aussi, mais avec moins de succès que lorsqu’il écrivait en prose. Outre son ouvrage sur la fauconnerie (1567), il a laissé un recueil plein de savoir et de verve, intitulé les Serées (soirées), œuvre très personnelle pour ses qualités primesautières comme pour son abondante érudition. Écrit à l’inspiration des Essais de Montaigne, dont Bouchet est un admirateur fervent mais maladroit, ce livre est une suite de réflexions moins profondes que plaisantes sur de bons tours et de bons mots que quelques amis sont censés se conter pour passer les « soirées ». Bien que souvent lourd, voire grossier, il connut un réel succès. Trois séries furent publiées à partir de 1584, la dernière posthume (1598), et plusieurs fois réimprimées.

## Œuvres
- Recueil de tous les oiseaux de proye qui servent à la vollerie et fauconnerie dans La fauconnerie de Jean de Franchières ... avec tous les autres autheurs qui se sont peu trouver traictans de ce subject, 1567.
- Premier (deuxième, troisième) livre des Serées de Guillaume Bouchet, sieur de Brocourt, 1584, 1588, 1598.
- Les Sérées de Guillaume Bouchet, sieur de Brocourt, avec notice et index par C.-E. Roybet [C. Royer et E. Courbet]. Paris, A. Lemerre, 1873-1882 (6 volumes). Reproduction en fac-similé: Genève, Slatkine, 1969.

## Commentaires
- Liotard (Charles), Étude philologique sur les Serées de Guillaume Bouchet, Nîmes, 1875.
- Janier (André), Les Serées (1584-1597-1598) du libraire-imprimeur Guillaume Bouchet (1514-1594), texte revu et corrigé par J.-C. Arnould, Paris, Honoré Champion, 2006.